# Museu de Belas Artes de Ruão
O Museu de Belas Artes é um museu localizado na cidade de Ruão, no norte da França. Fundado em 1801 por Napoleão I, seu atual prédio foi construído entre 1880 e 1888, tendo sido renovado em 1994. 

## Ligação externa
- Site oficial (em francês)